# Ventrifossa nigrodorsalis
Ventrifossa nigrodorsalis är en fiskart som beskrevs av Gilbert och Hubbs 1920. Ventrifossa nigrodorsalis ingår i släktet Ventrifossa och familjen skolästfiskar. Inga underarter finns listade i Catalogue of Life.